# Brasil nos torneios do circuito da ATP de 2014
Este anexo traz uma lista com os tenistas brasileiros que foram campeões e finalistas de torneios da ATP.

## Campeões

### Simples
| Tenista             | # | Títulos                  |
| ------------------- | - | ------------------------ |
| João Souza          | 1 | Jan: Aberto de São Paulo |
| Rogério Dutra Silva | 1 | Abr: IS Open de Tênis    |

### Duplas
| Tenista           | # | Títulos                                               |
| ----------------- | - | ----------------------------------------------------- |
| Bruno Soares      | 2 | Jun: ATP de Londres / Ago: ATP de Montreal/Toronto    |
| Marcelo Demoliner | 2 | Set: Challenger de Quito / Out: Challenger de Córdoba |
| Marcelo Melo      | 1 | Jan: ATP de Auckland                                  |
| Fernando Romboli  | 1 | Fev: Challenger de Salinas                            |
| Fabiano de Paula  | 1 | Jun: Challenger de Mohammedia                         |
| João Souza        | 1 | Set: Challenger de Quito                              |
| Thomaz Bellucci   | 1 | Set: Challenger de Orléans                            |
| André Sá          | 1 | Set: Challenger de Orléans                            |

## Finalistas

### Simples
| Tenista          | # | Finalista                                                                              |
| ---------------- | - | -------------------------------------------------------------------------------------- |
| João Souza       | 3 | Set: Challenger de Medellín / Set: Challenger de Pereira / Out: Challenger de San Juan |
| André Ghem       | 2 | Ago: Challenger de Praga / Set: Challenger de Campinas                                 |
| Thomaz Bellucci  | 1 | Set: Challenger de Orléans                                                             |
| Guilherme Clezar | 1 | Nov: ATP Challenger Finals                                                             |

### Duplas
| Tenista           | # | Finalista |
| ----------------- | - | --- |
| Bruno Soares      | 5 | Jan: ATP de Doha / Jan: ATP de Auckland / Mar: ATP de Indian Wells / Jun: ATP de Eastbourne / Jul: ATP de Hamburgo               |
| Marcelo Melo      | 5 | Fev: ATP do Rio de Janeiro / Abr: ATP de Monte Carlo / Ago: ATP de Montreal/Toronto / Set: ATP de Tóquio / ATP World Tour Finals |
| André Sá          | 2 | Abr: Taroii Open de Tênis / Jun: Aegon Trophy                                                                                    |
| João Souza        | 1 | Abr: Taroii Open de Tênis |
| André Ghem        | 1 | Set: Challenger de Campinas |
| Fabricio Neis     | 1 | Set: Challenger de Campinas |
| Marcelo Demoliner | 1 | Nov: Challenger de Lima |

## Estatísticas

### Por tenista
| Tenista             | Títulos | Finalistas |
| ------------------- | ------- | ---------- |
| Bruno Soares        | 2       | 5          |
| João Souza          | 2       | 4          |
| Marcelo Demoliner   | 2       | 1          |
| Marcelo Melo        | 1       | 5          |
| André Sá            | 1       | 2          |
| Thomaz Bellucci     | 1       | 1          |
| Fernando Romboli    | 1       | 0          |
| Rogério Dutra Silva | 1       | 0          |
| Fabiano de Paula    | 1       | 0          |
| André Ghem          | 0       | 3          |
| Guilherme Clezar    | 0       | 1          |
| Fabricio Neis       | 0       | 1          |

### Por torneio
| Tenista             | World Tour Finals | Masters 1000 | ATP 500 | ATP 250 | Challengers |
| ------------------- | ----------------- | ------------ | ------- | ------- | ----------- |
| Bruno Soares        | 0/0               | 1/1          | 0/1     | 1/3     | 0/0         |
| João Souza          | 0/0               | 0/0          | 0/0     | 0/0     | 2/4         |
| Marcelo Demoliner   | 0/0               | 0/0          | 0/0     | 0/0     | 2/1         |
| Marcelo Melo        | 0/1               | 0/2          | 0/2     | 1/0     | 0/0         |
| André Sá            | 0/0               | 0/0          | 0/0     | 0/0     | 1/2         |
| Thomaz Bellucci     | 0/0               | 0/0          | 0/0     | 0/0     | 1/1         |
| Fernando Romboli    | 0/0               | 0/0          | 0/0     | 0/0     | 1/0         |
| Rogério Dutra Silva | 0/0               | 0/0          | 0/0     | 0/0     | 1/0         |
| Fabiano de Paula    | 0/0               | 0/0          | 0/0     | 0/0     | 1/0         |
| André Ghem          | 0/0               | 0/0          | 0/0     | 0/0     | 0/3         |
| Guilherme Clezar    | 0/0               | 0/0          | 0/0     | 0/0     | 0/1         |
| Fabricio Neis       | 0/0               | 0/0          | 0/0     | 0/0     | 0/1         |

### Por país
| País           | Títulos | Finalistas |
| -------------- | ------- | ---------- |
| Equador        | 3       | 0          |
| Brasil         | 2       | 7          |
| França         | 2       | 1          |
| Reino Unido    | 1       | 3          |
| Nova Zelândia  | 1       | 1          |
| Canadá         | 1       | 1          |
| Argentina      | 1       | 1          |
| Marrocos       | 1       | 0          |
| Colômbia       | 0       | 2          |
| Catar          | 0       | 1          |
| Estados Unidos | 0       | 1          |
| Mónaco         | 0       | 1          |
| Alemanha       | 0       | 1          |
| Chéquia        | 0       | 1          |
| Japão          | 0       | 1          |
| Peru           | 0       | 1          |

### Por mês
| Tenista             | Jan | Fev | Mar | Abr | Mai | Jun | Jul | Ago | Set | Out | Nov | Dez |
| ------------------- | --- | --- | --- | --- | --- | --- | --- | --- | --- | --- | --- | --- |
| Bruno Soares        | 0/2 | 0/0 | 0/1 | 0/0 | 0/0 | 1/1 | 0/1 | 1/0 | 0/0 | 0/0 | 0/0 | 0/0 |
| João Souza          | 1/0 | 0/0 | 0/0 | 0/1 | 0/0 | 0/0 | 0/0 | 0/0 | 1/2 | 0/1 | 0/0 | 0/0 |
| Marcelo Demoliner   | 0/0 | 0/0 | 0/0 | 0/0 | 0/0 | 0/0 | 0/0 | 0/0 | 1/0 | 1/0 | 0/1 | 0/0 |
| Marcelo Melo        | 1/0 | 0/1 | 0/0 | 0/1 | 0/0 | 0/0 | 0/0 | 0/1 | 0/1 | 0/0 | 0/1 | 0/0 |
| André Sá            | 0/0 | 0/0 | 0/0 | 0/1 | 0/0 | 0/1 | 0/0 | 0/0 | 1/0 | 0/0 | 0/0 | 0/0 |
| Thomaz Bellucci     | 0/0 | 0/0 | 0/0 | 0/0 | 0/0 | 0/1 | 0/0 | 0/0 | 1/1 | 0/0 | 0/0 | 0/0 |
| Fernando Romboli    | 0/0 | 1/0 | 0/0 | 0/0 | 0/0 | 0/0 | 0/0 | 0/0 | 0/0 | 0/0 | 0/0 | 0/0 |
| Rogério Dutra Silva | 0/0 | 0/0 | 0/0 | 1/0 | 0/0 | 0/0 | 0/0 | 0/0 | 0/0 | 0/0 | 0/0 | 0/0 |
| Fabiano de Paula    | 0/0 | 0/0 | 0/0 | 0/0 | 0/0 | 1/0 | 0/0 | 0/0 | 0/0 | 0/0 | 0/0 | 0/0 |
| André Ghem          | 0/0 | 0/0 | 0/0 | 0/0 | 0/0 | 0/0 | 0/0 | 0/1 | 0/2 | 0/0 | 0/0 | 0/0 |
| Guilherme Clezar    | 0/0 | 0/0 | 0/0 | 0/0 | 0/0 | 0/0 | 0/0 | 0/0 | 0/0 | 0/0 | 0/1 | 0/0 |
| Fabricio Neis       | 0/0 | 0/0 | 0/0 | 0/0 | 0/0 | 0/0 | 0/0 | 0/0 | 0/1 | 0/0 | 0/0 | 0/0 |